# عبدالغنی مزودی
عبدالغنی مزودی (زاده:۶ دسامبر ۱۹۷۲ مراکش) یک تبعه مراکشی است که در سال ۲۰۰۴ به حمایت لجستیکی از حمله کنندگان به برج‌های تجارت جهانی و دست داشتن در قتل قربانیان متهم و در در دادگاهی در آلمان به ریاست قاضی کلاس روهل( Klaus Ruehle )محاکمه و نهایتاً از این اتهام تبرئه گردیده و آزاد شد.
قاضی دادگاه پس از تبرئه وی همچنین اعترافات یکی دیگر از اعضای القاعده "رمزی بن الشبیه" را که در بازداشتگاههای آمریکا بدست آمده بود غیرقابل قبول اعلام کرد.وی گفت :«او گفت آمریکایی ها به رمزی بن الشبیه اجازه نداده اند در دادگاه شهادت دهد و اعترافات وی در هنگام بازجویی نمی‌تواند در دادگاه آلمان استفاده شود.»